# În marea trecere
În marea trecere este un film românesc din 1971 regizat de Mirel Ilieșiu.